# Варгас (штат)
Варгас (исп. el Estado Vargas) — один из 23 штатов Венесуэлы.
Административный центр штата — город Ла-Гуайра.
Площадь штата составляет 1 496 км², население — 352 920 человек (2011).

## Муниципалитеты штата
- Варгас